# Немирівська волость
Немирівська волость — історична адміністративно-територіальна одиниця Брацлавського повіту Подільської губернії з центром у містечку Немирів.
Станом на 1885 рік складалася з 22 поселень, 15 сільських громад. Населення — 19 238 осіб (9346 чоловічої статі та 9892 — жіночої), 1665 дворових господарств.
|                     | Площа, десятин | У тому числі орної, дес. |
| ------------------- | -------------- | ------------------------ |
| Сільських громад    | 10780          | 5427                     |
| Приватної власності | 10933          | 7450                     |
| Іншої власності     | 1171           | 994                      |
| Загалом             | 22884          | 13871                    |

Основні поселення волості:
- Немирів — колишнє власницьке містечко при річках Яськів і Муша за 17 верст від повітового міста, 696 осіб, 78 дворових господарств, 2 православні церкви, костел, кірха, синагога, 2 єврейських молитовних будинки, мечеть, гімназія, поштова станція, постоялий будинок, гостинний двір, 2 водяних млини, винокурний завод, базари по неділях, середах й п'ятницях. За 1½ версти — Миколаївський жіночий монастир із 3 православними церквами та цегельних заводом.
- Байраківка (Вербки) — колишнє власницьке село, 843 особи, 134 дворових господарства, православна церква, постоялий будинок.
- Боблів — колишнє власницьке село, 827 осіб, 128 дворових господарств, православна церква, постоялий будинок.
- Бушинка — колишнє власницьке село, 915 осіб, 128 дворових господарств, православна церква, школа, постоялий будинок.
- Великий Лієв (Кулдаї) — колишнє власницьке село, 649 осіб, 108 дворових господарств, 2 постоялих будинки.
- Вовчок — колишнє власницьке село при річці Вовчок, 73 особи, православна церква, постоялий будинок.
- Головеньки — колишнє власницьке село, 1156 осіб, 186 дворових господарств, постоялий будинок.
- Гунька (Бондури, Тури) — колишнє власницьке село, 513 осіб, 75 дворових господарства.
- Дубочок (Маслівка) — колишнє власницьке село, 578 осіб, 83 дворових господарств, постоялий будинок.
- Зарудинці — колишнє власницьке село, 260 осіб, 42 дворових господарств, православна церква.
- Кароліна — колишнє власницьке село при річці Княжа, 200 осіб, 36 дворових господарств, постоялий будинок, винокурний завод.
- Медвежа — колишнє власницьке село, 687 осіб, 99 дворових господарств, православна церква, постоялий будинок.
- Мухівці — колишнє власницьке село, 1166 осіб, 152 дворових господарств, православна церква, школа, постоялий будинок.
- Язвинка — колишнє власницьке село, 706 осіб, 120 дворових господарств, постоялий будинок.